# Linnaemya hirtifrons
Linnaemya hirtifrons là một loài ruồi trong họ Tachinidae.